# ذنيان أصفر
ذُنْيَان أَصفر (الاسم العلمي: Leontopodium leontopodinum)، نوع نباتات مُزهرة من فصيلة النجمية. مواطنه الأصلية في البوتان، النيبال، الهند، الباكستان، أفغانستان وآسيا الوسطى.